# Urospora intestinalis
Urospora intestinalis is een soort in de taxonomische indeling van de Myzozoa, een stam van microscopische parasitaire dieren. Het organisme komt uit het geslacht Urospora en behoort tot de familie Urosporidae. Urospora intestinalis werd in 1953 ontdekt door Bogolepova.